# Крокет, Сэмюэль
Сэмюэль Крокет (англ. Samuel Rutherford Crockett; 24 сентября 1859 — 16 апреля 1914) — шотландский романист.

## Биография
Был пастором, но скоро отказался от этой должности. Первая его книга (собрание стихов) была напечатана в 1886. В 1893 вышел первый сборник его рассказов: «The Stickit Minister», имевший большой успех. Рассказы написаны главным образом на местном диалекте родины Крокета, юго-западного шотландского округа Шотландии Галловея; описывается жизнь «людей земли», простых фермеров. Действия в этих рассказах очень мало, но много чувства, переходящего иногда даже в сентиментальность. Позже Крокет написал ряд исторических романов, из жизни как Шотландии, так и других стран. Насколько просты и бесхитростны фабулы его первых рассказов, настолько полны самых неожиданных приключений и драматических происшествий его исторические повести. В 1895 году вышел словотолкователь к сочинениям Крокетта, составленный П. Дэджоном (Dudgeon).